# NGC 1788
NGC 1788 est une nébuleuse par réflexion située à environ 1 300 années-lumière [réf. souhaitée] dans la constellation d'Orion. Elle a été découverte par l'astronome germano-britannique William Herschel en 1786.
NGC 1788 est fortement influencée par les vents stellaires et la lumière des jeunes étoiles massives de cette région. La plupart de ces étoiles nous sont cependant cachées par la poussière. L'une des rares exceptions est HD 293815. L'âge moyen des étoiles de la région est d'environ un million d'années.
Elle est bien définie au niveau du sud-ouest de son périmètre où elle est flanquée d'une sombre nébuleuse connue sous le nom de Lynds 1616 (en). Lynds 1616 fait apparemment partie de la nébuleuse NGC 1788. L'étoile la plus brillante est de dixième magnitude et se trouve dans le secteur nord-ouest.

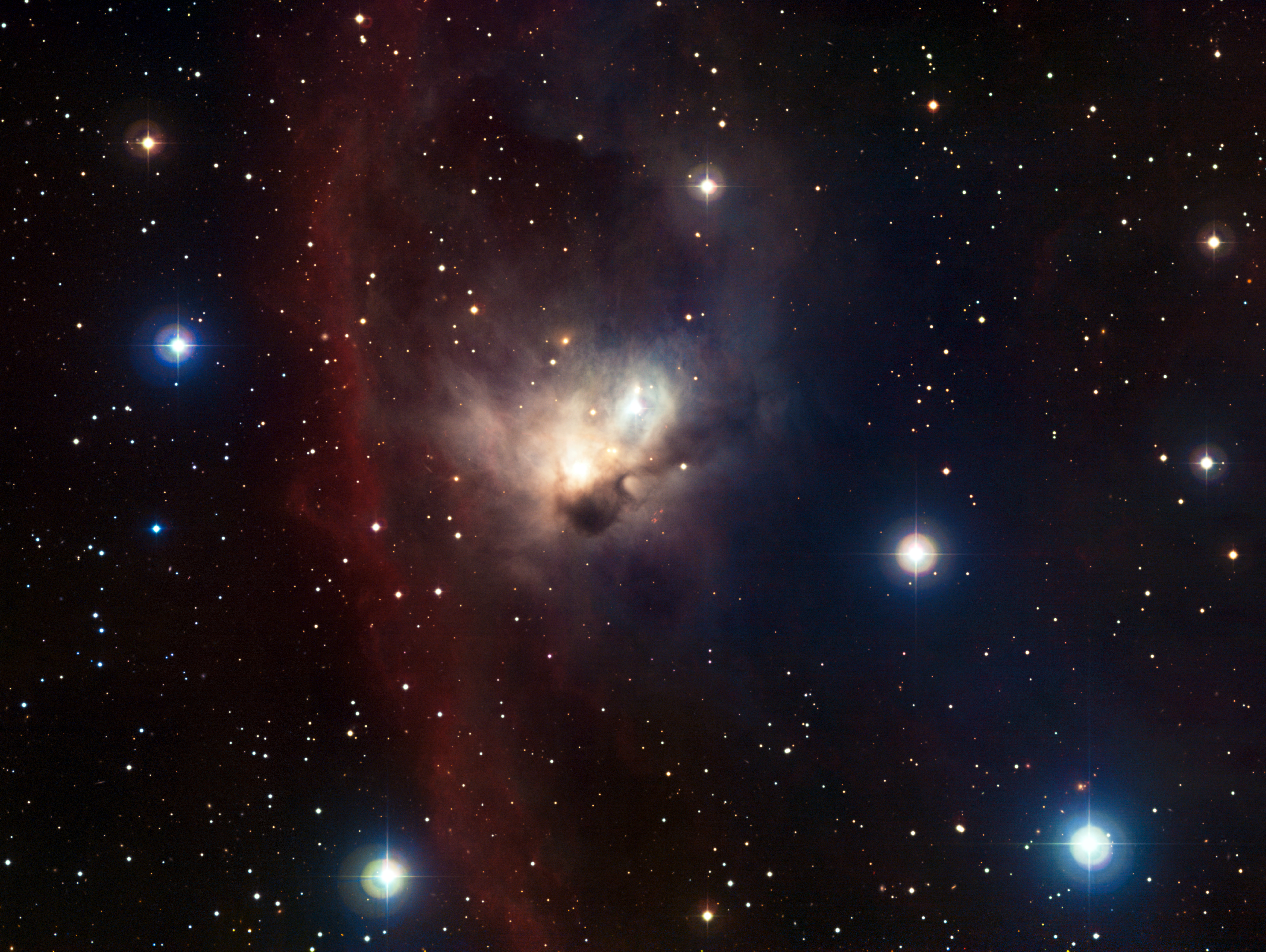
Cette image de NGC 1788 a été obtenue en utilisant le Wide Field Imager sur un télescope de l'observatoire de La Silla.